# Rüben (Ort)

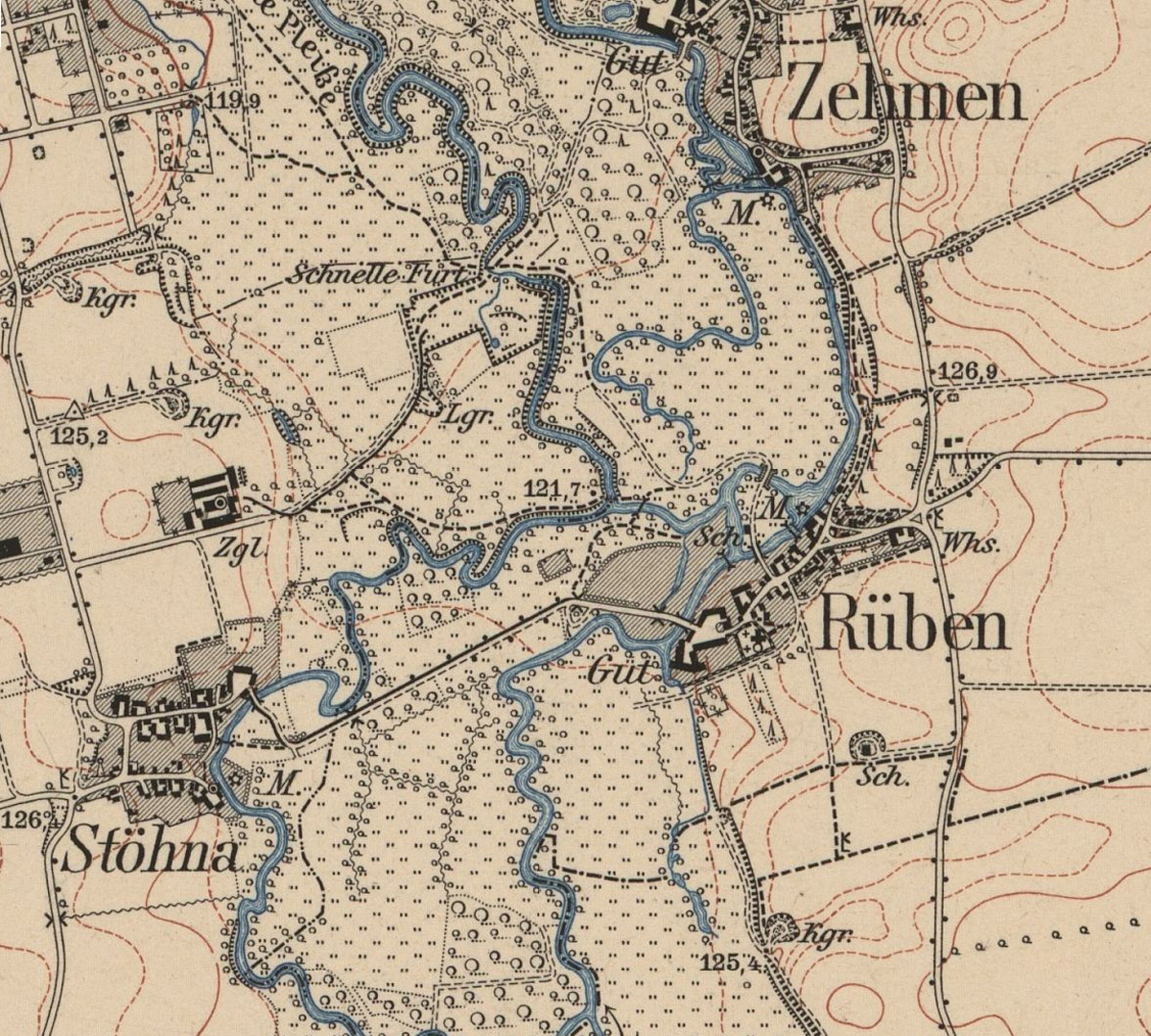
Rüben auf einer Karte von 1907

Rüben war ein Dorf mit Rittergut südlich von Leipzig in der Pleißenaue gelegen. 1955 musste es dem Braunkohlebergbau weichen und wurde durch den Tagebau Espenhain überbaggert. Die Fläche ist inzwischen rekultiviert und liegt jetzt am südöstlichen Rand des Rückhaltebeckens Stöhna. Sie gehört seit 1960 zu Rötha.

## Lage und Ortstypik
Rüben lag etwa 14 km südlich des Zentrums von Leipzig an der Ostseite der Pleißenaue, die wegen des geringen Flussgefälles durch zahlreiche Flussverzweigungen und -mäander zwischen Wiesen und kleinen Waldungen gekennzeichnet war und dadurch einen parkähnlichen Charakter aufwies. Die Feldfluren lagen östlich des Dorfes. Rüben gehörte zum Kreis Borna.
Die Nachbarorte von Rüben waren im Uhrzeigersinn, von Norden beginnend, Zehmen, Magdeborn, Rötha, Böhlen, Stöhna und Großdeuben mit Probstdeuben.
Rüben war ein Sackgassendorf, an dessen einem Ende pleißenah Rittergut und Kirche lagen. Dann zog es sich ein Stück an der Pleiße entlang, um östlich an der alten Poststraße zu enden. Obwohl überwiegend ländlich geprägt, gab es doch einige Einwohner, die in der Braunkohlenindustrie beschäftigt waren. Rüben besaß auch eine Mühle.

## Verkehr

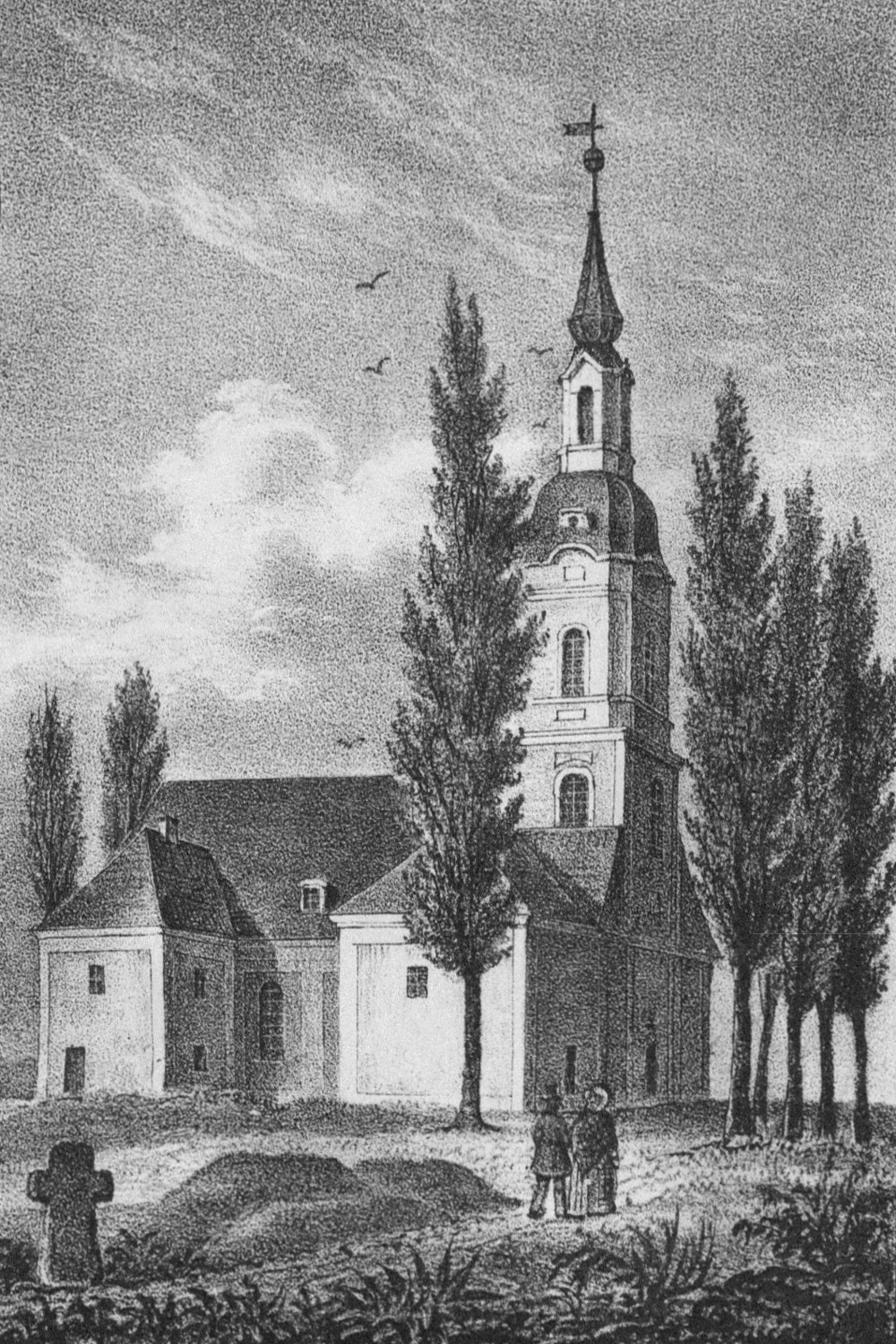
Die Kirche von Rüben um 1840

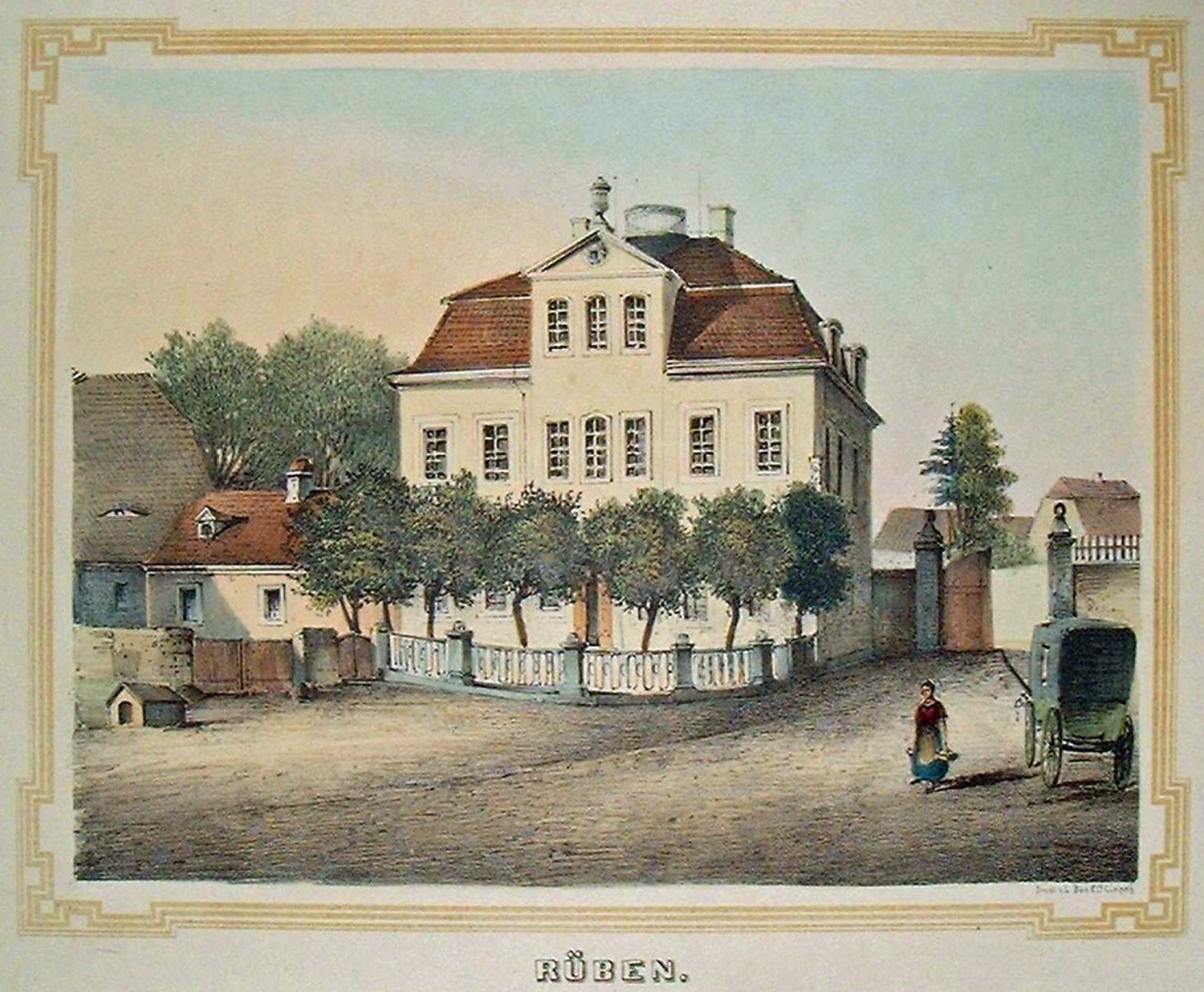
Das Herrenhaus des Rittergutes Rüben um 1860

Am östlichen Rand der Pleißenaue zog sich im Mittelalter die Handelsstraße Via Imperii dahin und berührte Rüben an seinem an dieser Straße gelegenen Gasthof. Später verlief die Poststraße Leipzig–Altenburg auf der gleichen Route. Mit der Verlegung auf die hochwassersicherere Trasse über Magdeborn (später F 95) verlor Rüben den Anschluss an das Fernstraßennetz. Die Bahnstrecke Leipzig–Hof verlief seit 1842 westlich der Pleiße. Die für Rüben an dieser Strecke erreichbaren Bahnhöfe waren Großdeuben und Böhlen. Näher lag der 1,5 km entfernte, seit 1913 an der Bahnstrecke Böhlen–Espenhain bestehende Bahnhof Rötha.

## Geschichte
1348 wurde Rüben erstmals erwähnt und zwar als Herrensitz in Zusammenhang mit dem Namen Rewin. Der Name des in der Nähe entstandenen Dorfes leitete sich von diesem Namen ab und blieb ähnlich: 1445 – Rywen, 1500 – Ryben, 1503 – Ruben – später Rüben. 1444 ist von einem Rittersitz und danach von einem Rittergut die Rede. Dessen Besitzer hießen im Laufe der Jahrhunderte Paul von Gronow, Georg von Haugwitz, Jost Brand und Nachfolger (124 Jahre lang), Otto Heinrich von Friesen, Familie von Osterhausen, Familie von Dieskau, Herr von Boeltzig, Peter Richter und zwei weitere Generationen, Johannes Christian Degener und seine Erben Brandstetter, respektive zeitweilig von Bodenhausen-Degener. Amtsrat Degener hatte noch den gleichnamigen Gutsbezirk Degenershausen zu einem Familienfideikommiss bestimmt, dazu gehörte auch das Rittergut Rüben.
1945 wurde das Gut im Zuge der Bodenreform enteignet, und mit dem zugehörigen Land wurden Neubauernstellen eingerichtet. Aus der Reihe der Gutsbesitzer ist besonders Peter Richter, ein Kaufmann und Handelsherr in Leipzig, zu vermerken, der unter Einsatz wesentlicher privater Mittel die Kirche in Rüben in den Jahren 1780/81 von Grund auf neu erbauen ließ. Rüben bildete mit der Nachbargemeinde Zehmen eine Parochie, wobei die Rübener Kirche als Filialkirche galt. Gemeinsame Kirchschullehrer von Zehmen und Rüben werden seit Beginn des 17. Jahrhunderts genannt. Ebenso erwähnenswert ist sein Gutsnachfolger Degener, der relativ frühzeitig die örtliche Gerichtsbarkeit an den Staat abtrat.
Die Entwicklung der Einwohnerzahl von Rüben verlief wie folgt:
| Jahr      | 1834 | 1871 | 1890 | 1910 | 1925 | 1939 | 1946 | 1950 | 1957 |
| --------- | ---- | ---- | ---- | ---- | ---- | ---- | ---- | ---- | ---- |
| Einwohner | 167  | 170  | 183  | 206  | 243  | 230  | 269  | 302  | 289  |

Rüben lag bis 1856 im kursächsischen bzw. königlich-sächsischen Kreisamt Leipzig. Ab 1856 gehörte der Ort zum Gerichtsamt Rötha und ab 1875 zur Amtshauptmannschaft Leipzig. 1952 kam Rüben zum Kreis Borna im Bezirk Leipzig.
Ab 1955 wurden die Einwohner von Rüben umgesiedelt, der Ort devastiert und das Gelände vom Braunkohlentagebau Espenhain überbaggert. Die Pleiße wurde verlegt und begradigt. Nach der Rekultivierung des Geländes befindet sich die Stelle des ehemaligen Ortskerns von Rüben am südöstlichen Rand des Rückhaltebeckens Stöhna. Die Fläche der Gemarkung des ehemaligen Dorfes Rüben wurde am 1. Januar 1960 Rötha zugeschlagen.

## Söhne des Ortes
- Johann Gottfried Heyl (1770–1828), Gründer der Pianofortefabrik Heyl
- Hans von Bodenhausen-Degener (1839–1912), Rittergutsbesitzer, Politiker, Mitglied des Preußischen Herrenhauses